# Filippinduva
Filippinduva (Streptopelia dusumieri) är en fågel i familjen duvor inom ordningen duvfåglar.

## Utseende och läte
Filippinduvan är en brunaktig duva med en kort krage med stora mörka fjäll, grått huvud och skäraktig anstrykning på hals och bröst. Arten är lik sundaduvan (som den tidigare ansågs vara en del av, se nedan), men är mer färglös och blekare. Den har vidare mer kontrasterande svart och vitt på stjärtens yttre del, mindre kontrast på undre stjärttäckarna, ljusare halskkrage med mer grönaktig glans och tydligare fjällig effekt, avsaknad av vitt band ovan och kortare näbb. Lätet är ett ljudligt och något melankoliskt "cOO-cuh-COO".

## Levnadssätt
Filippinduvan hittas i öppet landskap, i gräs- och jordbruksmarker med inslag av träd och buskar. Där den införts ses den även ofta i byar och städer. På Filippinerna häckar den mars–maj.

## Utbredning och systematik
Fågeln förekommer i Filippinerna och Suluarkipelagen. Den är även tillfällig gäst på norra Borneo och införd i Nordmarianerna, från Guam och norrut till Saipan. Den betraktades tidigare som underart till Streptopelia bitorquata men urskiljs allt oftare som en egen art. 

## Status
Filippinduvan tros minska relativt kraftigt i antal i sitt ursprungsområde, tydligen på grund av konkurrens med pärlhalsduva och amarantduva. Fågeln kategoriseras av IUCN som sårbar. I områdena där den införts är den dock relativt vanlig. 

## Namn
Filippinduvans vetenskapliga artnamn dusumieri hedrar Jean-Jacques Dussumier (1792-1883), en fransk handelsman, skeppsägare, resenär och samlare av specimen verksam i Ostindien och Filippinerna.